# Sangatta Selatan
Sangatta Selatan (indonez. Kecamatan Sangatta Selatan) – kecamatan w kabupatenie Kutai Timur w prowincji Borneo Wschodnie w Indonezji.
Kecamatan ten graniczy od północy z kecamatanami Rantau Pulung i Sangatta Utara, od południa z kecamatanem Teluk Pandan, od zachodu z kabupatenem Kutai Kartanegara, a od wschodu leży nad wodami Cieśniny Makasarskiej.
W 2010 roku kecamatan ten zamieszkiwało 18 194 osób, z których 13 385 stanowiła ludność miejska, a 4 809 wiejska. Mężczyzn było 9 804, a kobiet 8 390. 16 760 osób wyznawało islam, a 1 238 chrześcijaństwo.
Znajdują się tutaj miejscowości: Sangata Selatan, Sangkima, Singa Geweh, Teluk Singkam.